# Manjhanpur
Manjhanpur es un pueblo y nagar Panchayat situado en el distrito de Kaushambi en el estado de Uttar Pradesh (India). Su población es de 16457 habitantes (2011). 

## Demografía
Según el censo de 2011 la población de Manjhanpur era de 16457 habitantes, de los cuales 8817 eran hombres y 7740 eran mujeres. Manjhanpur tiene una tasa media de alfabetización del 68,18%, superior a la media estatal del 67,68%: la alfabetización masculina es del 74,37%, y la alfabetización femenina del 61,20%.